# 角田雄二郎
角田 雄二郎（かくだ ゆうじろう、5月2日 - ）は、日本の男性声優。東京都出身。大沢事務所所属。

## 略歴
アニメーション映画『銀河鉄道999』を観て「声優になりたい」と思ったという。
青二塾東京校第29期卒業。以前は青二プロダクション（ジュニア）、プロダクション・エースに所属していた。

## 人物
趣味は美術館巡り、映画鑑賞、テニス、ゲーム、スポーツ、料理。特技は格闘ゲーム。

## 出演

### テレビアニメ
2010年
- オオカミさんと七人の仲間たち（生徒C、生徒A）
- ドラゴンボール改（ナメック星人）
- リングにかけろ1 影道編（影道ボクサー）
- ONE PIECE（2010年 - 2011年、将校、海兵、海賊、記者、囚人）

2011年
- 異国迷路のクロワーゼ The Animation（青年）
- うさぎドロップ（アシスタントA）
- ちびまる子ちゃん（王子）

2015年
- 空戦魔導士候補生の教官（男A、客）
- 新妹魔王の契約者 BURST（男子生徒）

2016年
- ハルチカ〜ハルタとチカは青春する〜（男子生徒B）
- 私がモテてどうすんだ（家来）

2017年
- 終末なにしてますか? 忙しいですか? 救ってもらっていいですか?（グルムジャル市の人々、屋台の店主、滅殺奉史騎士団C、船員F、船員C）

2018年
- デビルズライン（警察幹部）
- アンゴルモア 元寇合戦記（国府の男、船越重貞）
- 七星のスバル（冒険者、ウェイター）
- やがて君になる（新聞部男子）

2019年
- 盾の勇者の成り上がり（騎士）
- ワンパンマン（ヒーロー協会職員）
- ストライクウィッチーズ 501部隊発進しますっ! / ワールドウィッチーズ発進しますっ!（2019年 - 2021年、兵士B、警官、警察の人、パーソナリティ） - 2シリーズ
- ナカノヒトゲノム【実況中】（門番B）
- ダンベル何キロ持てる?（参加者）
- 女子高生の無駄づかい（車内アナウンス）

2020年
- アイドリッシュセブン Second BEAT!（スタッフB）
- LISTENERS リスナーズ（男子生徒C）
- ストライクウィッチーズ ROAD to BERLIN（指揮官）
- 神達に拾われた男（シン）

2021年
- 魔王イブロギアに身を捧げよ（町長）

2022年
- 境界戦機（ヤタガラス隊員）
- カッコウの許嫁（ストーカーB）
- 薔薇王の葬列（従者A）
- シュート!Goal to the Future（浜野監督）
- クレヨンしんちゃん（乗客A）

2023年
- 実は俺、最強でした?（C組担任）
- 冒険者になりたいと都に出て行った娘がSランクになってた（ゴート）
- 帰還者の魔法は特別です（側近）
- ひきこまり吸血姫の悶々（ゲラ＝アルカ市民A）

2024年
- ラグナクリムゾン（民間人たち）
- 俺だけレベルアップな件（ハンター）
- マッシュル-MASHLE- 神覚者候補選抜試験編（モア・トマト）
- 名探偵コナン（店員）
- 花野井くんと恋の病（男子生徒）
- 戦隊大失格（戦闘員N）
- 夜桜さんちの大作戦（館内放送、受験者、すずの父）
- 魔法科高校の劣等生（男A）
- 終末トレインどこへいく?（自警団員、男性）
- デリコズ・ナーサリー（生徒）
- 最凶の支援職【話術士】である俺は世界最強クランを従える（シーカーC）
- カミエラビ
- 魔王2099（医者）

2025年
- いずれ最強の錬金術師?（ヤマト）
- カードファイト!! ヴァンガード Divinez（生徒）
- 青のミブロ（文七）
- 想星のアクエリオン Myth of Emotions（生徒）
- 鬼人幻燈抄（鬼、武士）
- 華Doll*-Reinterpretation of Flowering-（社員、コーチ、スタッフ、秘書、警備員 他）
- 紫雲寺家の子供たち（キャスト）
- 完璧すぎて可愛げがないと婚約破棄された聖女は隣国に売られる（従者）
- 炎炎ノ消防隊 参ノ章（第7隊員）
- 黒執事 -緑の魔女編-（軍人）
- クレバテス-魔獣の王と赤子と屍の勇者-（勇者、山賊、エリスン魔道士）

### 朗読会
- KADOKAWA presents 『流星コーリング』朗読音楽会(相沢りょう)

### 劇場アニメ
- ももへの手紙（2012年）

### OVA
- ドラゴンボール 超サイヤ人絶滅計画（2010年、大猿）

### Webアニメ
- 斉木楠雄のΨ難 Ψ始動編（2019年、男子生徒B）
- 攻殻機動隊 SAC_2045（2020年、小隊長）
- MONSTERS 一百三情飛龍侍極（2024年、村人たち）
- Duel Masters LOST 〜月下の死神〜（2025年、部下[20]）
- BULLET/BULLET（2025年、闇医者[10]、部下[7]、レジスタンス[22]）
- タコピーの原罪（2025年、しずかの父[19]）

### ゲーム
2010年
- 戦場のヴァルキュリア2 ガリア王立士官学校（モーリス・リング、ネイハム・ドライヤ）
- 北斗無双（暴徒）
- 龍が如く4 伝説を継ぐもの
- ドラゴンボール レイジングブラスト2（大猿）
- 仮面ライダー クライマックスヒーローズ オーズ（2010年 - 2012年、仮面ライダーシザース） - 3作品

2011年
- TROY無双
- スーパー戦隊バトル レンジャークロス（ゴセイブラック、ゴーオンゴールド）
- 真・三國無双6 猛将伝（兵卒C）

2012年
- テイルズ オブ イノセンス R
- CODE OF PRINCESS
- ペルソナ4 ザ・ゴールデン
- モンスター烈伝 オレカバトル（破壊神マハデーヴァ）

2014年
- 仮面ライダー サモンライド!

2015年
- 神話創世RPG アマデウス（ヘパイストス）
- Fallout 4

2022年
- 熱血硬派くにおくん外伝 リバーシティガールズ2（ケン）

2023年
- アーマード・コアVI ファイアーズオブルビコン

### ドラマCD
- The Epic of Zektbach Novel CD Series 〜Blind Justice〜
- Dear Girl〜Stories〜 響 ドラマCD 暗黒響編（録音機）

### BLCD
- カラフル男子（橙矢）
- タナトスの双子1917（憲兵A、男）
- Sub様、躾の時間です 1（要誠司）

### 吹き替え

#### 映画（吹き替え）
- ベガス流 ヴァージンロードへの道（2014年）
- オペレーション:レッド・シー（2018年、グー・シュン）
- スローターハウス・ルールズ（2018年、キャスパー）
- フロントランナー（2018年、ダグ・ウィルソン）
- クリード 炎の宿敵（2019年、ロバート・バルボア〈マイロ・ヴィンティミリア〉）
- ダウントン・アビー（2020年、王室第2下僕[25]）
- ワンス・アポン・ア・タイム・イン・ハリウッド（2020年、ジェイ・セブリング〈エミール・ハーシュ〉[26]）
- スローターハウス・ルールズ（2020年、キャスパー〈ジェイミー・ブラックリー〉[27]）
- ハドソン川の奇跡（2020年、アナウンス男、若いサリー）※ザ・シネマ版
- ムーンフォール（2022年、チャック[28]）
- ダウントン・アビー/新たなる時代へ（2022年、アルバート[29]）
- リトル・マーメイド（2023年[30]）
- パディントン 消えた黄金郷の秘密（2025年[31]）
- リロ&スティッチ（2025年[32]）

#### ドラマ
- イージー
- WeCrashed 〜スタートアップ狂騒曲〜（ダミアン）
- ダイナスティ（ライアン、デックス）
- となりのサインフェルド（J・ピーターマン）
- ノクドゥ伝（チャ・ユルム〈カン・テオ〉）
- 花郎（ギボ）
- 不滅の恋人（パク・キトゥク）
- BONES -骨は語る-
- マスター・オブ・ゼロ
- ワルノリ!どっきりギャング
- 世界で一番可愛い私の娘（2019年、ハン・テジュ）
- 不滅の恋人（2019年、パク・キトゥク〈ジェホ〉[33]）
- ボーイフレンド（2020年、ウソク〈チャン・スンジョ〉[34]）
- 二十五、二十一（2022年、ソ・ジュンヒョク）
- ストレンジャー・シングス 未知の世界　シーズン4（2022年、ジェイソン・カーバー）
- アンブレラ・アカデミー シーズン3（ルーサー）
- ザ・マペッツ・メイヘム（2023年、ガス）

### デジタルコミック
- 無欲なボクの不貞行為（2023年、スーツの男、友人1、スタッフ男性3[35]）
- Ωに堕ちたα様（2023年、アルファの男性社員、男子生徒2[36]）

### ラジオ
- 帝王森川とボイトレ男子（ラジオ大阪）

### ラジオドラマ
- 青山二丁目劇場
  - こい!ここぞというとき（男1）
  - 花の上司（山本和也）
  - 会社帰りのヒーロー（健太）
- 帝王森川とボイトレ男子（灰克龍[37]）
- 花の慶次（利休の使者）
- パラミリタリ・カンパニー 萌える侵略者（千代崎[38]）

### 映画
- 神☆ヴォイス（2011年、末次）

### ナレーション
- 日韓共同ドラマテレシネマ（番組ナレーション）
- HOME 愛しの座敷わらし（日曜洋画劇場内PR映像）

### ボイスオーバー
- アメリカお宝鑑定団ポーンスターズ
- ありえへん∞世界
- CSI・科学捜査最前線
- ジーニアス:世紀の天才 アインシュタイン
- 世界の果てまでイッテQ!
- 刀剣の鉄人
- MARS マーズ 火星移住計画（オリヴァー）
- 歴史的秘宝を探し出せ!

### 音楽
| 楽曲                             | 歌唱                               | 備考                             |
| -------------------------------- | ---------------------------------- | -------------------------------- |
| 「ボイスエクスタシー」           | 森山帝（CV森川智之）、ボイトレ男子 | 「帝王森川とボイトレ男子」関連曲 |
| 「ボイススプレマシー」           | 森山帝（CV森川智之）、ボイトレ男子 | 「帝王森川とボイトレ男子」関連曲 |
| 「ボイスエクストリーム」         | 森山帝（CV森川智之）、ボイトレ男子 | 「帝王森川とボイトレ男子」関連曲 |
| 「涙色の装飾音符」               | 森山帝（CV森川智之）、ボイトレ男子 | 「帝王森川とボイトレ男子」関連曲 |
| 「ボイスエクスタシー」灰克龍ver. | 灰克龍（CV角田雄二郎）             | 「帝王森川とボイトレ男子」関連曲 |
| 「シャーコラプロムナード」       | 灰克龍（CV角田雄二郎）             | 「帝王森川とボイトレ男子」関連曲 |

### ユニットメンバー
1. ↑  能登飴太郎（山本和臣）、横隔真紅（大島佑）、吹織鼓弓（河本啓佑）、響頭声（木村大樹）、ビブラート・フルエル（汐谷文康）、灰克龍（角田雄二郎）

### シリーズ一覧
1. ↑  『オーズ』（2010年）、『フォーゼ』（2011年）、『超クライマックスヒーローズ』（2012年）